# 豊田式木製人力織機

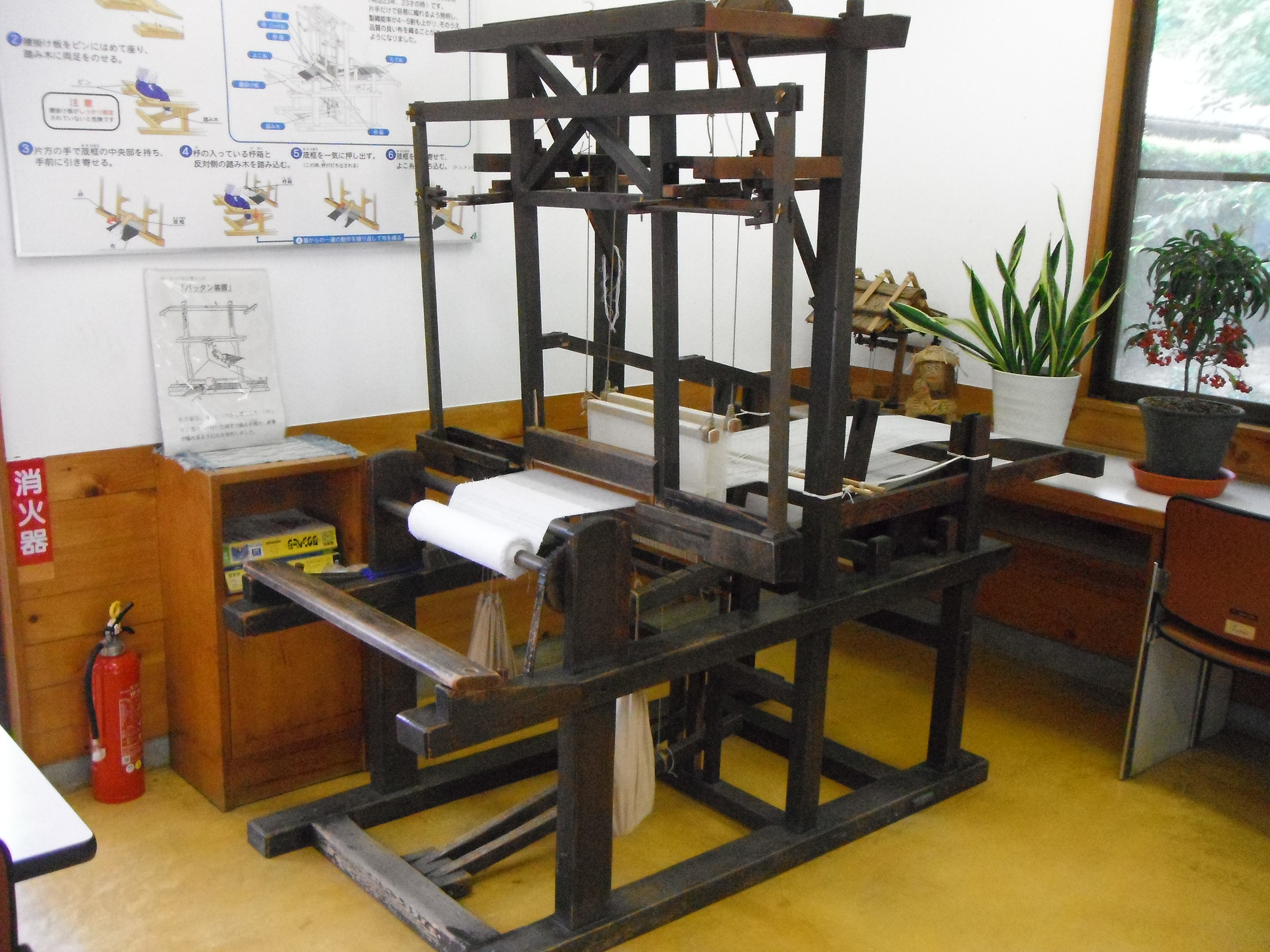
豊田式木製人力織機（静岡県湖西市・豊田佐吉記念館）

豊田式木製人力織機（とよたしきもくせいじんりきしょっき）は、豊田佐吉が1891年（明治24年）に初めて特許を取得した人力織機である。

## 解説
両手を使うバッタン織機に改良を加え、筬框（おさかまち）を片手で前後に動かすことによって、杼（ひ）を飛ばすことと緯糸を打ちこむことが同時に可能となった。。
トヨタ自動車では実機を計測したデータを元に、木型職人の剣持正光が複製。
2007年（平成19年）には1986年に作成されたトヨタ産業技術記念館に所蔵される複製品が近代化産業遺産に認定された。

## リンク
- 豊田式木製人力織機 - 豊田式木製人力織機 文化遺産オンライン